# Duitse inval in Luxemburg
De Duitse inval in Luxemburg was een veldslag aan het Westfront tijdens de Tweede Wereldoorlog. De invasie maakte deel uit van het Duitse Fall Gelb en leidde tot de bezetting van Luxemburg door nazi-Duitsland. De operatie startte op 10 mei 1940 en werd diezelfde dag afgerond.

## De Luxemburgse situatie
Met het uitbreken van de Tweede Wereldoorlog op 1 september 1939 kwam de Luxemburgse regering in een lastig parket. Net als België en Nederland voerde Luxemburg een neutraliteitspolitiek en kon het zich niet openlijk voorbereiden op een mogelijke Duitse aanval. In de lente van 1940 werden verdedigingswerken opgericht langs de zogenaamde Schusterlinie, vernoemd naar de ontwerper. Op de grens met Frankrijk en Duitsland werden betonnen wegversperringen neergepoot met stalen deuren. De versperringen hadden officieel tot doel de opmars van een invallend leger te vertragen en bondgenoten de kans te geven stelling te nemen voor een tegenaanval. Maar in het aanschijn van de overweldigende Duitse slagkracht had de linie eerder een symbolische functie, als geruststelling voor de Luxemburgse bevolking. Op een klein vrijwilligerskorps na had Luxemburg in die tijd geen echt leger.

## De invasie
In de vroege ochtend van 10 mei 1940 werd het bevel gegeven om de stalen poorten van de Schusterlinie te sluiten, na het vaststellen van Duitse troepenbewegingen aan de grens. Niet veel later probeerden speciale eenheden van het Duitse leger in burgerkledij de barricades te saboteren, met de steun van Duitse inwoners van Luxemburg. Hun poging mislukte. De Luxemburgse koninklijke familie werd geëvacueerd van de residentie in Colmar-Berg naar het Groothertogelijk Paleis in hoofdstad Luxemburg.
De eerste, tweede en tiende pantserdivisie van het Duitse leger kregen om 04:35 het bevel op te rukken richting de Luxemburgse grens. Op enkele opgeblazen bruggen en landmijnen na ondervonden zij weinig tot geen hinder. Het merendeel van het Luxemburgse vrijwilligerskorps bleef in zijn barakken. Enkele politie-agenten boden tevergeefs weerstand, rond de middag werd de hoofdstad bezet. De Luxemburgse Groothertogin en de regering Dupong vluchtten naar Frankrijk en later naar Portugal, het Verenigd Koninkrijk en Canada.
Tegen de avond van 10 mei was het land grotendeels bezet. Alleen het zuiden was nog niet in handen van het Duitse leger. Het kanton Esch-sur-Alzette stroomde leeg. In 1935 werden zo'n 98.000 inwoners geteld. Tijdens de inval vluchtten 45.000 naar het midden en noorden van het land, en 47.000 trokken over de grens naar Frankrijk.

## Voetbal
Op 12 mei zou de voetbalinterland Luxemburg-Nederland gespeeld worden. Een aantal Nederlanders was al naar Luxemburg afgereisd, waaronder een aantal sportverslaggevers. Zij probeerden na de inval terug naar Nederland te komen. Tom Schreurs wist na een avontuurlijke tocht door België het thuisfront te bereiken. Onderweg was hij nog ooggetuige van het bombardement op Rotterdam. Max Adriani Engels werd vlak voor de Nederlandse grens door Duitse troepen gevangen en bracht een maand in krijgsgevangenschap door.

## Bron
- Dit artikel of een eerdere versie ervan is een (gedeeltelijke) vertaling van het artikel Invasion of Luxembourg op de Engelstalige Wikipedia, dat onder de licentie Creative Commons Naamsvermelding/Gelijk delen valt. Zie de bewerkingsgeschiedenis aldaar.